# James W. Pennebaker
James W. Pennebaker (n. 2 martie 1950, Midland⁠(d), Texas, SUA) este un psiholog social american. Deține titlul „Centennial Liberal Arts Professor of Psychology” la Universitatea Texasului din Austin și este membru al Academiei Profesorilor Distinși (engleză Academy of Distinguished Teachers). În cercetările sale se concentrează pe relația dintre limbaj, sănătate și comportament social, mai recent „cum limbajul de zi cu zi reflectă procesele de bază sociale și de personalitate”.

## Educație și carieră
Pennebaker a absolvit Colegiul Eckerd⁠(d) în 1972 cu merite deosebite și a făcut doctoratul la Universitatea Texasului din Austin în 1977.
A deținut următoarele funcții:
- 1977-1983: asistent profesor de psihologie, departamentul de psihologie, Universitatea din Virginia⁠(d)
- 1983-1997: conferențiar și profesor universitar, Southern Methodist University⁠(d); 1995-97: conducătorul departamentului de psihologie
- 1997-prezent: profesor, Universitatea Texasului din Austin; 2005-09: „Bush Regents Professor of Liberal Arts”, 2005-2014: conducător al departamentului de psihologie, 2009-prezent: „Regents Centennial Professor of Liberal Arts”
- 2005-2010: profesor cercetător internațional, Universitatea din Central Lancashire⁠(d), Preston, Anglia.

## Cercetări
De-a lungul carierei sale, Pennebaker a studiat consecințele secretelor asupra sănătății omului, scrierea expresivă și limbajul natural și a primit grant-uri de la Fundația Națională de Științe, Institutele de Sănătate⁠(d), Institutul de Cercetări al Armatei SUA și alte agenții federale pentru cercetări ale limbajului, emoțiilor și dinamicii sociale.
Este un pionier al terapiei prin scris⁠(d), cercetând legătura dintre limbaj și recuperarea după traume și fiind „recunoscut de către Asociația Americană de Psihologie⁠(d) ca unul dintre primii cercetători ai relației dintre traume, divulgarea lor și sănătate”. În particular, el a descoperit că modul in care o persoană face uz de „cuvinte de bază”, cum ar fi pronumele și articolele, poate prezice nivelul de recuperare a persoanei precum și, estimativ, sexul acesteia, vârsta și unele trăsături de caracter.
La mijlocul anilor 1990, Pennebaker și colegii săi au dezvoltat Linguistic Inquiry and Word Count (abreviat LIWC), un program de analiză a textului care calculează frecvența într-un anumit text a cuvintelor din peste 80 de categorii lingvistice (pronume (inclusiv la diferite persoane), conjuncții etc.) și psihologice (furie, împlinire etc.) și domenii (timp liber, bani etc.). La bazele programului stau cercetări anterioare care au stabilit o legătură puternică dintre structurile lingvistice pe care le folosește un om și personalitatea sau starea psihologică a sa. Instrumentul a fost folosit, printre altele, la analiza limbajului folosit de conducătorii Al-Qaida, cât și a candidaților politici, în special în alegerile prezidențiale din SUA din 2008. „Pennebaker Conglomerate, Inc.” oferă acces gratuit la instrumente online create pe baza LIWC, inclusiv un program care determină automat stilul de vorbire și un alt program care aplică limbaj bazat pe aplicarea limbajului in testul de apercepție tematică⁠(d).
În ianuarie 2017, Pennebaker a participat la inaugurarea Societății de Lingvistică a Americii, ținând o prelegere pe subiectul limbajului.

## Publicații (selecție)

### Cărți
- The Psychology of Physical Symptoms. New York: Springer, 1982. ISBN: 978-0-387-90730-7
- (Ed., cu Daniel M. Wegner) Handbook of Mental Control. Englewood Cliffs, New Jersey: Prentice Hall, 1993. ISBN: 978-0-13-379280-5
- Emotion, Disclosure, and Health. Washington, D.C.: American Psychological Association, 1995. ISBN: 978-1-55798-308-4
- Opening up: The Healing Power of Confiding in Others. New York: Morrow, 1990. Repr. Opening Up: The Healing Power of Expressing Emotions. New York: Guilford, 1997. ISBN: 978-1-57230-238-9
- Writing to Heal: A Guided Journal for Recovering from Trauma and Emotional Upheaval. Oakland, California: New Harbinger, 2004. ISBN: 978-1-57224-365-1
- The Secret Life of Pronouns: What Our Words Say About Us. New York: Bloomsbury Publishing, 2011. ISBN: 978-1-60819-480-3

### Articole
- cu Sandra Klihr Beall (1986). „Confronting a traumatic event: Toward an understanding of inhibition and disease” (PDF). Journal of Abnormal Psychology. 95 (3): 274–281. doi:10.1037/0021-843x.95.3.274. PMID 3745650. Arhivat din original (PDF) la 4 martie 2016. Accesat în 8 octombrie 2018.
- cu Janice K. Kiecolt-Glaser; Ronald Glaser (1988). „Disclosure of traumas and immune function: health implications for psychotherapy” (PDF). Journal of Consulting and Clinical Psychology. 56 (2): 239–245. doi:10.1037/0022-006x.56.2.239. PMID 3372832. Arhivat din original (PDF) la 4 martie 2016. Accesat în 8 octombrie 2018.
- Confession, Inhibition, and Disease. Advances in Experimental Social Psychology. 22. Academic Press. 1989. pp. 211–244. doi:10.1016/S0065-2601(08)60309-3. ISBN 9780120152223.
- cu David Watson (aprilie 1989). „Health complaints, stress, and distress: exploring the central role of negative affectivity” (PDF). Psychological Review. 96 (2): 234–254. doi:10.1037/0033-295X.96.2.234. PMID 2710874. Arhivat din original (PDF) la 5 septembrie 2012.
- „Putting stress into words: Health, linguistic, and therapeutic implications” (Invited essay). Behaviour Research and Therapy. 31 (6): 539–548. iulie 1993. doi:10.1016/0005-7967(93)90105-4.
- „Writing About Emotional Experiences as a Therapeutic Process” (PDF). Psychological Science. 8 (3): 162–166. mai 1997. doi:10.1111/j.1467-9280.1997.tb00403.x. Arhivat din original (PDF) la 12 noiembrie 2011.
- cu Janel D. Seagal (1999). „Forming a story: The health benefits of narrative” (PDF). Journal of Clinical Psychology. 55 (10): 1243–1254. doi:10.1002/(SICI)1097-4679(199910)55:10<1243::AID-JCLP6>3.0.CO;2-N. PMID 11045774. Arhivat din original (PDF) la 5 mai 2012.
- cu Jennifer K. Bosson; William B. Swann, Jr. (2000). „Stalking the perfect measure of implicit self-esteem: The blind men and the elephant revisited?” (PDF). Journal of Personality and Social Psychology. 79 (4): 631–643. doi:10.1037/0022-3514.79.4.631.[nefuncțională]